# Dacus albiseta
Dacus albiseta är en tvåvingeart som beskrevs av White och Goodger 2009. Dacus albiseta ingår i släktet Dacus och familjen borrflugor.
Artens utbredningsområde är Benin. Inga underarter finns listade i Catalogue of Life.